# Venus Italica

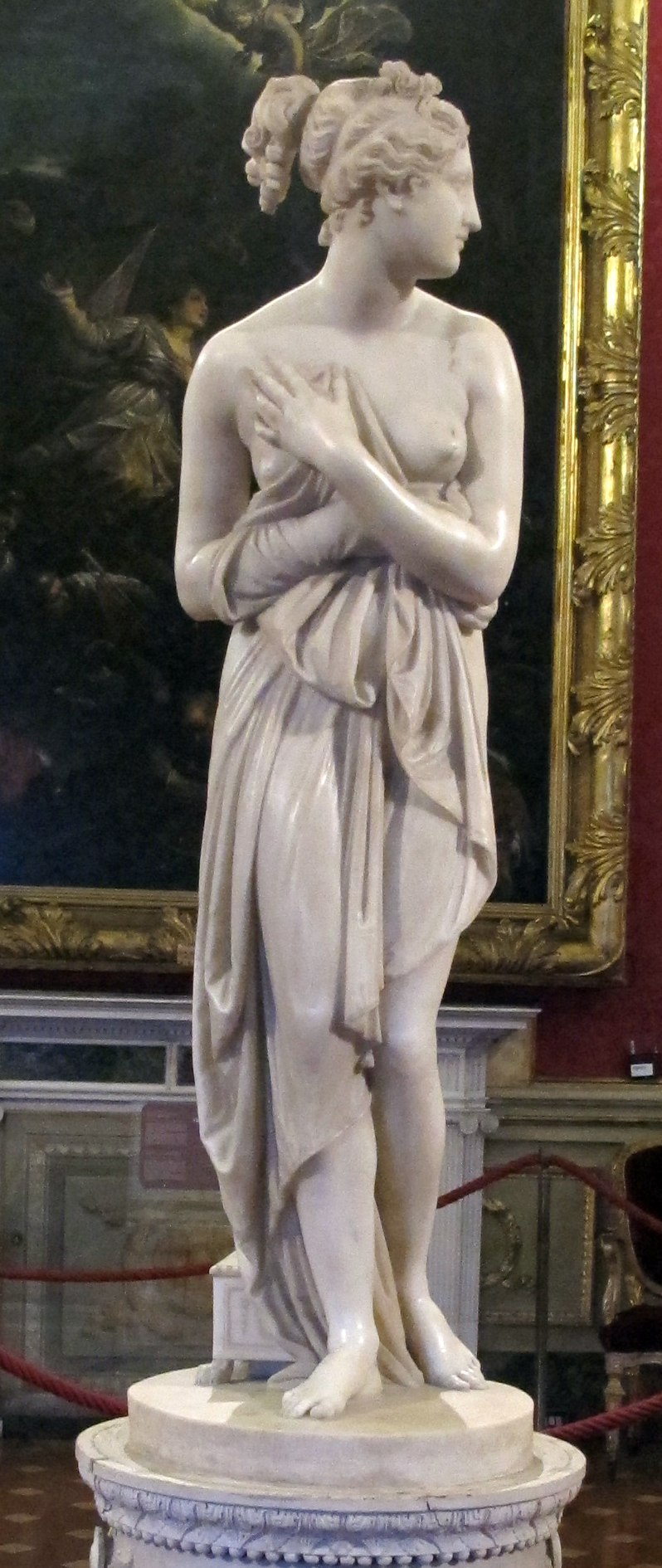
Venus Italica im Palazzo Pitti, Florenz

Die Venus Italica ist eine klassizistische Marmorskulptur des italienischen Bildhauers Antonio Canova von 1812. Sie stellt eine venus pudica, also die schamhafte Ausprägung der antiken Liebesgöttin Venus dar.

## Entstehung
Im Rahmen des Zweiten Koalitionskriegs raubten Napoléons Truppen 1802 in den Uffizien von Florenz die Venus Medici, eine römische Kopie einer ca. 350 v. Chr. von Kleomenes geschaffenen Statue und verbrachten sie in den Louvre. König Ludwig von Etrurien beauftragte daraufhin 1804 den Bildhauer Canova mit der Anfertigung einer Kopie, welche die Stelle des Originals in den Uffizien einnehmen sollte. Canova schuf stattdessen ein eigenständiges Werk, das als eines seiner Meisterstücke sowohl in künstlerischer als auch in handwerklicher Hinsicht gilt. Von der Venus Medici unterscheidet sich die Venus Italica augenfällig dadurch, dass sie notdürftig ihre Blöße zu bedecken versucht, was eine Anlehnung an zeitgenössische Gemälde wie die Badenden von Valpinçon von Jean-Auguste-Dominique Ingres oder die Venus von Hayez darstellt. Hervorgehoben wurde auch die feinere Proportionierung. 1812 wurde die Figur in den Uffizien mit dem Hinweisschild „Vom Kaiser gestohlen“ aufgestellt und erfuhr beim Publikum großen Anklang. Nach Napoleons Niederlage 1815 kehrte die Venus Medici in die Uffizien zurück, Canovas Venus Italica erhielt ihren Platz in der Galleria Palatina des Palazzo Pitti.

## Werkcharakter
Nach Auffassung des Kunstkritikers Edward Lucie-Smith vermittelt Canovas Venus Italica den Gedanken sexueller Verletzlichkeit eindrucksvoller als das antike Original. Gerühmt wird überdies die hervorragende handwerkliche Ausführung etwa bei Marmoroberflächen und -texturen, die eine einzigartige Illusion von menschlichem Fleisch ermöglichen. Der Künstler war stets beeindruckt von der Wirkung von Licht und Schatten auf seinen Skulpturen und bearbeitete deshalb die Oberflächen oft wochenlang mit Spezialwerkzeugen und Bimsstein nach. Auch trug er eine unbekannte Patinaverbindung auf die Haut der Skulptur auf, um den Hautton aufzuhellen. Diese Technik nennt Lucie-Smith Direct touch („Letzte Berührung“).

## Wirkungsgeschichte
Canova selbst fertigte in der Folge zwei weitere Versionen an:
- Eine Fassung, vermutlich 1819, bestellt aber nicht bezahlt von einem unbekannten russischen Adeligen, stattdessen erworben von Napoleons Bruder Lucien, von diesem weiterverkauft an den Marquess of Lansdowne; seit 1930 im Besitz von Hearst Castle in Los Angeles.[2]
- Eine Fassung, entstanden 1822/1823, erworben 1826 vom Marquess of Londonderry, seit 1962 im Besitz des Metropolitan Museum of Art in New York.[3]

Später entstanden weitere, auch verkleinerte Abbilder. Oft stammen sie aus der Hand von Canovas Assistenten oder auch von fremden Künstlern. Bekannte Versionen stehen vor dem Museo Correr in Venedig, vor Schloss Glienicke in Berlin sowie in der Münchner Residenz.
Bis heute ist die Figur in zahlreichen Reproduktionen in unterschiedlichen Größen und Materialien erhältlich.

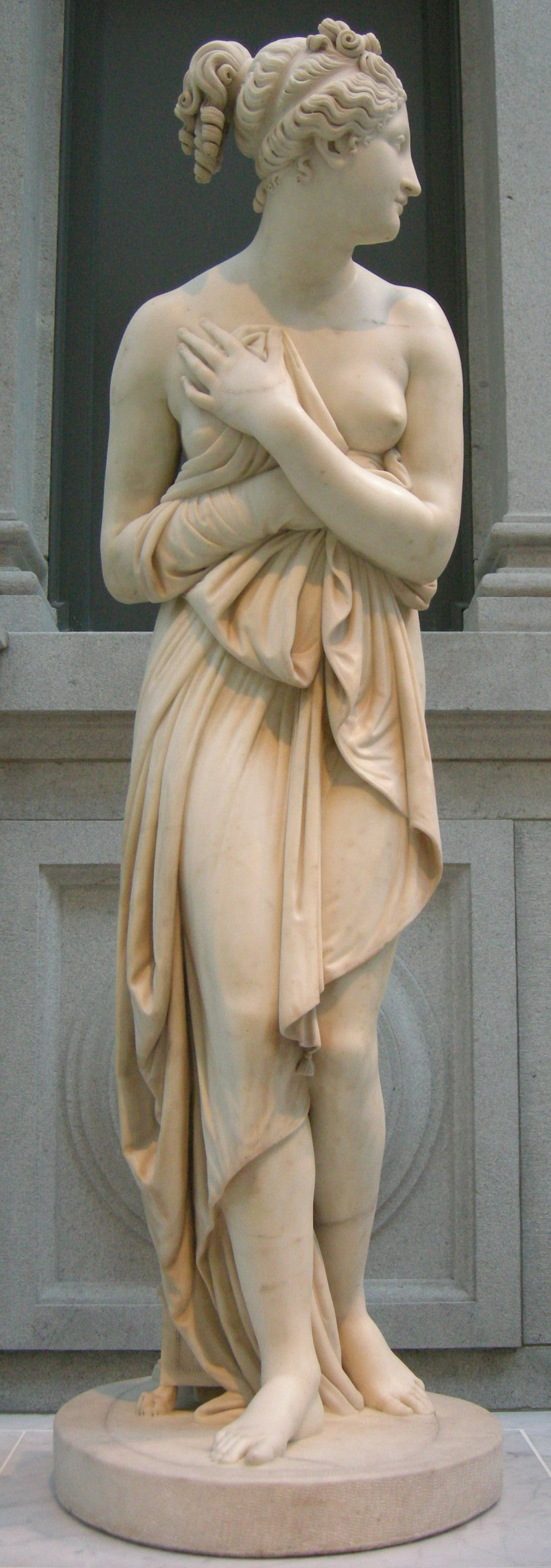
Metropolitan Museum of Art, New York
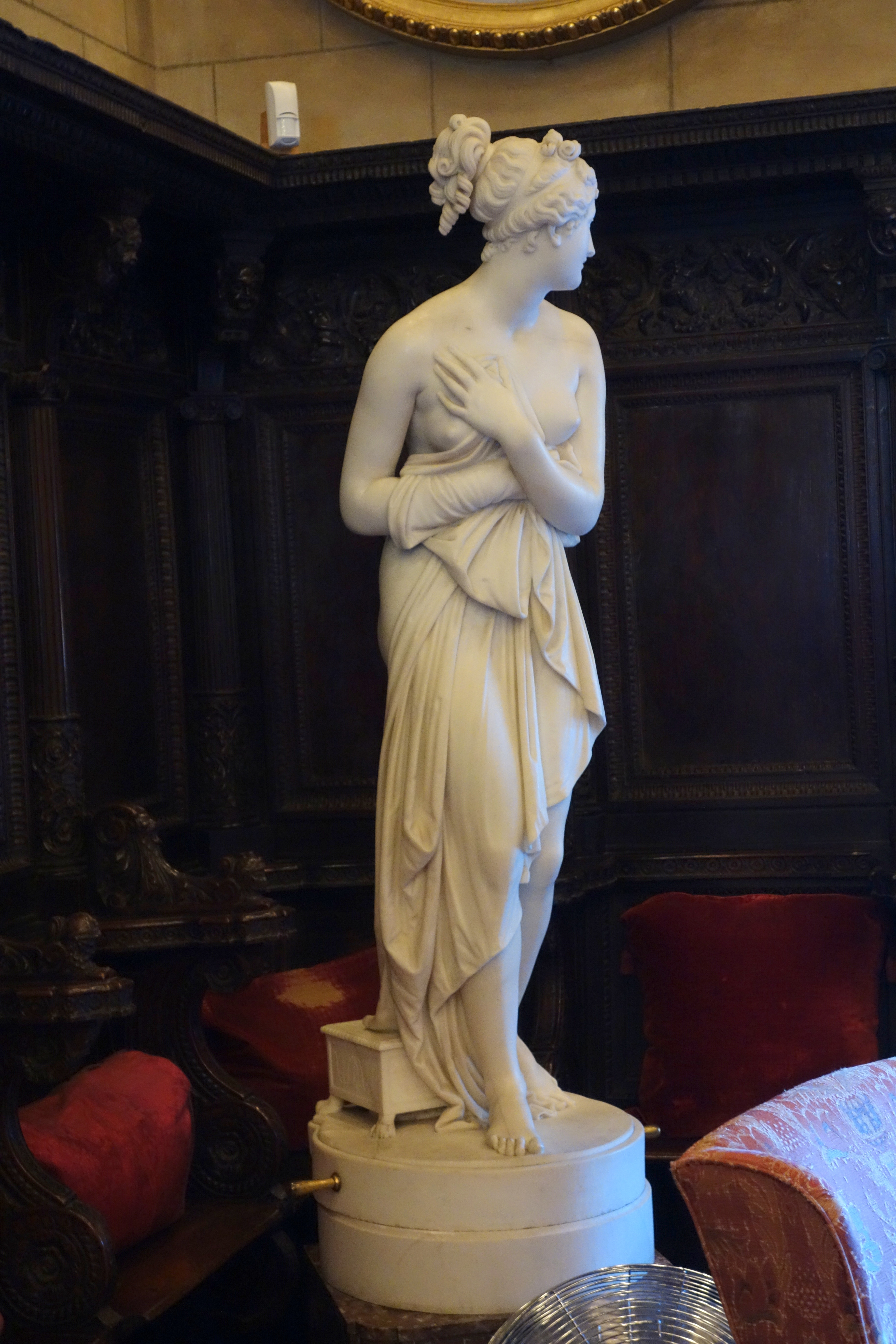
Hearst Castle, Los Angeles
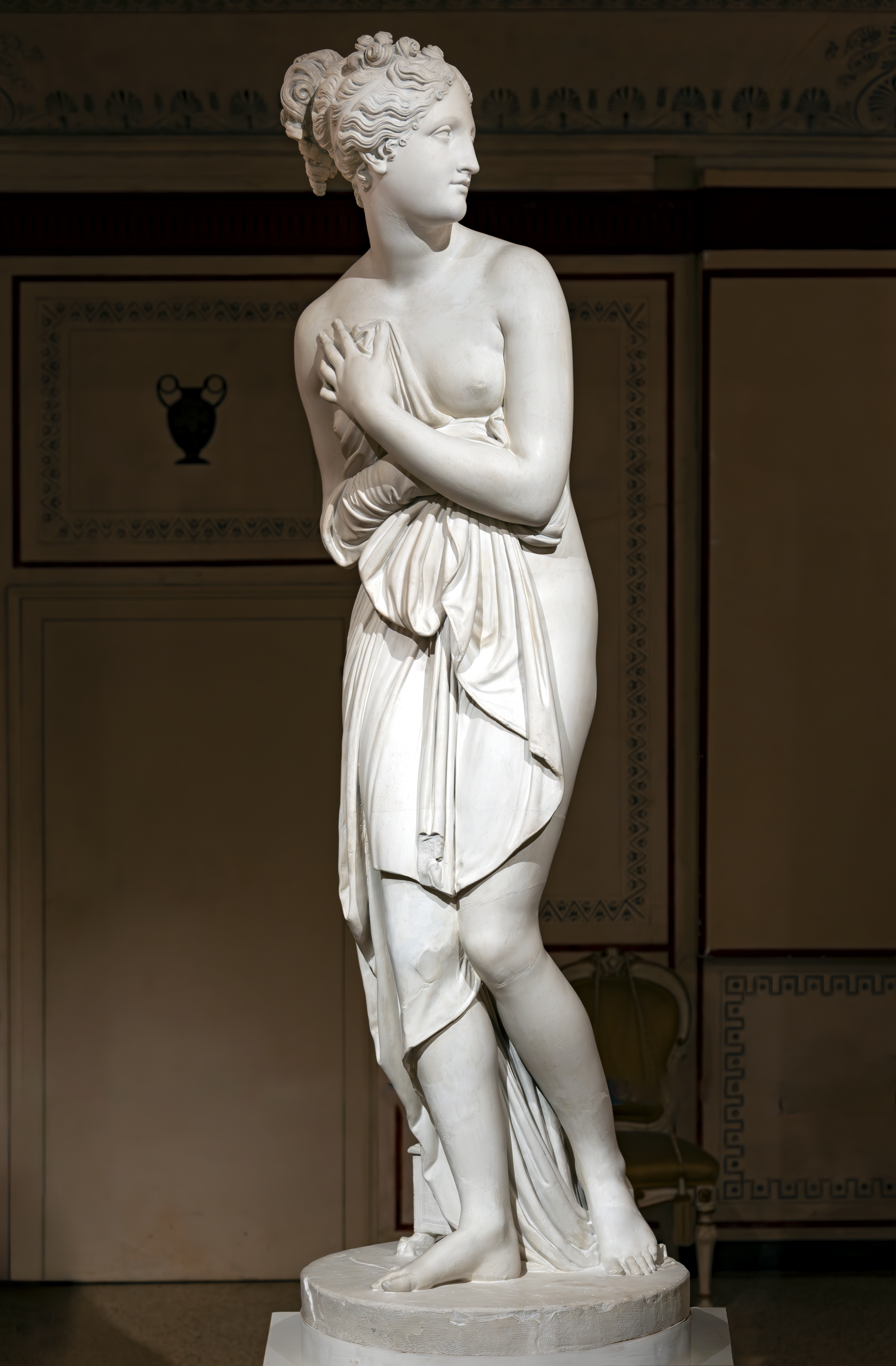
Museo Correr, Venedig
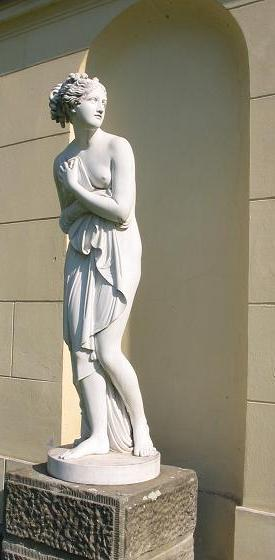
Schloss Glienicke, Berlin
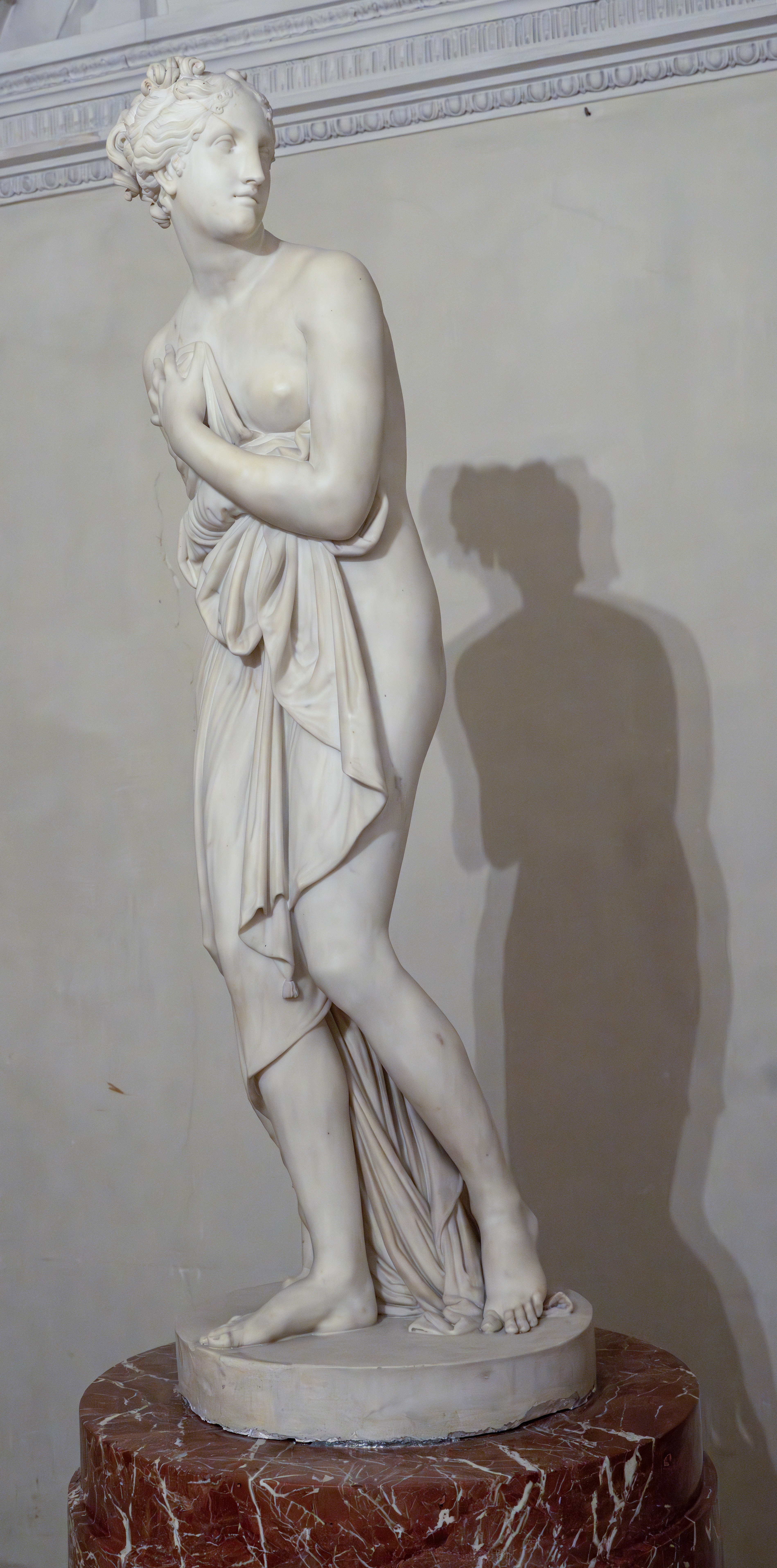
Münchner Residenz